# Ai cầm gươm sẽ bị chết vì gươm

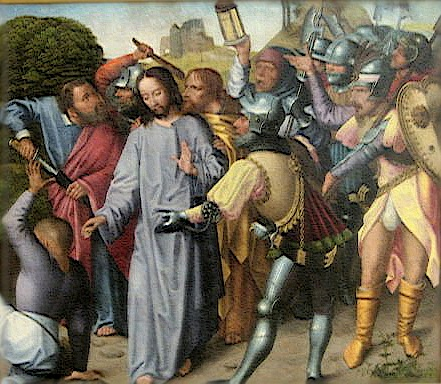
The Arrest of Christ, bức tranh vẽ Chúa Giêsu can ngăn sau khi một trong các môn đệ chặt tai một đầy tớ của Thượng tế Caipha.

"Ai cầm gươm sẽ bị chết vì gươm" là một câu tục ngữ được nói bởi Chúa Giêsu được chép lại trong Kinh Thánh Tân Ước. Câu nói này được hiểu theo nghĩa rộng là: nếu ai sử dụng bạo lực hoặc các phương tiện khắc nghiệt đối với những người khác, họ có thể bị những thứ đó chống lại họ.
Câu nói được ký thuật ở Phúc Âm Mátthêu (26:52) trong bối cảnh một môn đệ của Giêsu - được xác định là ông Simon Phêrô (theo Phúc Âm Gioan) - đã rút một thanh gươm ra uy hiếp đoàn người muốn bắt Giêsu và chặt tai một người trong vườn Cây Dầu. Tuy nhiên, Giêsu đã quở trách hành động này của Phêrô: "Hãy xỏ gươm vào vỏ, vì tất cả những ai cầm gươm sẽ chết vì gươm." (Bản dịch của Nhóm Phiên dịch Các giờ kinh Phụng vụ)